# Azande
Azande či Azandové (přídavné jméno Zande, zandský) jsou kmen obývající sever centrální Afriky. Jejich populace je podle různých zdrojů odhadována na jeden až čtyři milióny. Žijí především v severovýchodní části Demokratické republiky Kongo, v Jižním Súdánu a v jihovýchodní části Středoafrické republiky.

## Náboženství a víra
Většina Azande stále praktikuje své tradiční náboženství, ve velké míře je však překryto křesťanstvím, přetrvává především víra v magii. Magie obecně je u Azandů nazývána ngua a její nejběžnější formou je čarodějnictví. Informace o tradičním pohledu Azande na svět pochází především z práce britského antropologa Evanse-Pritcharda Witchcraft, Oracles and Magic among the Azande (Čarodějnictví, věštby a magie u Azandů).
Mangu, čarodějnictví, je považováno za duševní sílu zděděnou po rodiči stejného pohlaví. Po smrti čaroděje lze pak v jeho těle najít zvláštní substanci. Čarodějnictvím se může škodit úmyslně či bezděčně pomocí vyslání nebo aktivace této čarodějné substance. Čarodějové jsou nazýváni boro mangu nebo ira mangu. Čarodějnictví se přisuzuje prakticky jakákoliv negativní událost nebo nezdar. Když má příslušník kmene Azande podezření na to že mu bylo uškozeno čarodějnictvím reaguje zlostně a snaží se aktivně bránit. Pokud je mužem tak sám, pokud ženou tak musí požádat svého manžela nebo jiného mužského příbuzného. Pomocí věštby zjistí jestli je skutečně očarován a kdo je za to zodpovědný a poté ochladí substanci čaroděje. Nejváženějším druhem věštce je benge, věštící pomocí strychninu a kuřete kterému je jed podán. Při potvrzení čarodějnictví je obviněnému předáno ptačí křídlo a může být předvolán před náčelníka aby se zodpovídal.
Kouzelnictví, nazývané ghebere ngua, gbigbita ngua nebo kitikiti ngua, se dá naučit a používá se jako výraz pro zlovolnou magii praktikovanou skrze magické síly a léčiva. Kouzelník je nazýván ira gbegbere ngua nebo ira kitikiti ngua.